# Ruisseau de la Daze
Le ruisseau de la Daze dit aussi la Dhaze des Vernhettes, est une  rivière du Sud-Ouest de la France, sous-affluent de la Garonne par le Lot.

## Géographie
De 13,3 km de longueur, le ruisseau de la Daze des Vernhettes prend sa source dans le département de l'Aveyron commune de Campuac et se jette dans le Lot sur la commune de Le Fel en rive gauche.
En aval d'Espeyrac, un petit barrage en travers du ruisseau forme le lac de la Daze.

## Départements et communes traversées
- Aveyron : Villecomtal, Saint-Félix-de-Lunel, Campuac, Golinhac, Sénergues, Espeyrac, Le Fel.

## Principaux affluents
Le ruisseau du Tayrac : 4,8 km